# Chetag Gozjumov
Chetag Gozjumov (Gozymty) (* 24. dubna 1981 Alagir) je bývalý ruský zápasník–volnostylař osetské národnosti, trojnásobný olympijský medailista, který od roku 2007 reprezentoval Ázerbájdžán.

## Sportovní kariéra
Zápasení se věnoval od 7 let v rodném Alagiru pod vedením Alana Cogojeva. Vrcholově se připravoval ve Vladikavkazu pod vedením Marika Tedejeva. V ruské volnostylařské reprezentaci se ve váze do 96 kg do užšího výběru neprosazoval, proto s blížícím se olympijským rokem 2008 projevil zájem reprezentovat jinou zemi. Na Ukrajině působil již jeho krajan Oset Georgij Tybylov a volba proto padla na Ázerbájdžán, který před domácím mistrovstvím světa v Baku v roce 2007 posiloval své řady. V roce 2008 se prvním místem na první světové olympijské kvalifikaci v Martigny kvalifikoval na olympijské hry v Pekingu. V Pekingu postoupil do semifinále, ve kterém prohrál s ruským Dagestáncem Širvanem Muradovem ve dvou setech 0:2. V souboji o třetí místo osetských krajánků porazil jednoznačně ve dvou setech Georgije Tybylova a získal bronzovou olympijskou medaili.
Od roku 2009 patřil k nejlepším zápasníkům světa, ale v roce 2011 na mistrovstvím světa v Istabulu, kde měl s předstihem potvrdit kvalifikaci na olympijské hry v Londýně v roce 2012, prohrál ve třetím kole s reprezentantem Běloruska Ruslanem Šejchovem 0:2 na sety. V dubnu 2012 se na první světové kvalifikaci v čínském Tchaj-jüanu s přehledem kvalifikoval na olympisjké hry v Londýně. Do Londýna však nepřijel v optimální formě. V úvodním kole sice vrátil istanbulskou porážku Dagestánci Ruslanu Šejchovi, ale ve druhém kole překvapivě nestačil na Ukrajince Valerije Andrijceva. Ve třetím rozhodujícím setu mu kompletně došly síly a prohrál 1:4 na technické body. Po zápase ho týmový lékař vezl do nemocnice, ale potom co Andrijcev postoupil do finále se do haly vrátil a nakonec získal bronzovou olympijskou medaili bez boje, když jeho íránský soupeř Rezá Jazdání k souboji nenastoupil kvůli zranění.
V roce 2015 se na zářijovém mistrovstvím světa v Las Vegas kvalifikoval na své třetí olympijské hry v Riu v roce 2016. Ve druhém kole zvládl těžký zápas s Íráncem Rezou Jazdáním, kterého porazil těsně 2:1 na technické body. V semifinále vrátil porážku z Londýna Ukrajinci Valeriji Andrijcevovi a ve finále nastoupil proti Američanu Kylu Snyderovi. Koncem druhé minuty se nechal Američanem vytlačit ze žíněnky a prohrával 0:1 na technické body. Začátkem druhého poločasu dostal napomenutí za pasivitu, kterou dostal soupeře do vedení 0:2. V celém zápase nenašel způsob jak se dostat přes Snyderovu obranu do úchopu a po prohře 1:2 na technické body získal stříbrnou olympijskou medaili. Vzápětí ukončil sportovní kariéru. Ve Vladikavkazu se věnuje trenérské práci.

## Výsledky
| Turnaj             | Rusko | Rusko | Rusko | Rusko | Rusko | Ázerbájdžán | Ázerbájdžán | Ázerbájdžán | Ázerbájdžán | Ázerbájdžán | Ázerbájdžán | Ázerbájdžán | Ázerbájdžán | Ázerbájdžán | Ázerbájdžán |
| Turnaj             | 2002  | 2003  | 2004  | 2005  | 2006  | 2007        | 2008        | 2009        | 2010        | 2011        | 2012        | 2013        | 2014        | 2015        | 2016        |
| Turnaj             | 19    | 20    | 21    | 22    | 23    | 24          | 25          | 26          | 27          | 28          | 29          | 30          | 31          | 32          | 33          |
| Turnaj             | -96   | -96   | -96   | -96   | -96   | -96         | -96         | -96         | -96         | -96         | -96         | -96         | -97         | -97         | -97         |
| ------------------ | ----- | ----- | ----- | ----- | ----- | ----------- | ----------- | ----------- | ----------- | ----------- | ----------- | ----------- | ----------- | ----------- | ----------- |
| Olympijské hry     |       |       | —     |       |       |             | 3.          |             |             |             | 3.          |             |             |             | 2.          |
| Mistrovství světa  | —     | —     |       | —     | —     | úč.         |             | 2.          | 1.          | úč.         |             | 2.          | 2.          | 3.          |             |
| Evropské hry       |       |       |       |       |       |             |             |             |             |             |             |             |             | 1.          |             |
| Mistrovství Evropy | —     | —     | —     | —     | —     | —           | 7.          | 1.          | 1.          | 1.          | —           | 7.          | 2.          | 1.          | —           |
| MS juniorů         |       | 7.    |       |       |       |             |             |             |             |             |             |             |             |             |             |
| ME juniorů         | 1.    |       |       |       |       |             |             |             |             |             |             |             |             |             |             |